# Rescue & Restore
Rescue & Restore è il sesto album in studio del gruppo musicale metalcore statunitense August Burns Red, pubblicato nel 2013.

## Tracce
1. Provision – 4:40
2. Treatment – 5:14
3. Spirit Breaker – 4:51
4. Count It All as Lost – 4:09
5. Sincerity – 3:17
6. Creative Captivity – 4:42
7. Fault Line – 4:03
8. Beauty in Tragedy – 4:51
9. Animals – 3:29
10. Echoes – 4:23
11. The First Step – 4:24

## Formazione
- Jake Luhrs - voce
- JB Brubaker - chitarra
- Brent Rambler - chitarra
- Dustin Davidson - basso
- Matt Greiner - batteria

## Classifiche
| Classifica (2013) | Posizione raggiunta |
| ----------------- | ------------------- |
| Stati Uniti       | 9                   |